# Fuldski letopisi
Fuldski letopisi (latinsko Annales Fuldenses, nemško Jahrbücher von Fulda ali  Fuldaer Annalen) so vzhodnofrankovski letopisi, ki zajemajo obdobje od zadnjih let vladanja Ludvika Pobožnega (umrl 840) do kmalu po koncu karolinške vladavine v Vzhodnofrankovski državi s prihodom na prestol otroškega kralja Ludvika IV. leta 900. Za celo obdobju, ki ga zajemajo,  so skoraj sodobni zapisi o opisanih dogodkih in glavni vir podatkov  za karolinško zgodovinopisje. Običajno se berejo kot nasprotek pripovedi  v zahodnofrankovskih Sanbertinskih letopisih.

## Avtorstvo in rokopisi
Letopisi  so nastajali v hessenski opatiji Fulda. V enem od rokopisov je zapis, ki pravi, da je zapise do 838 sestavil Einhard (ali Enhard). Zdaj zanj velja prepričljiva trditev, da bi lahko bil samo prepisovalec kolofona, ki je zlorabil svoj položaj in se vpisal med avtorje.  Takšne zlorabe v srednjeveških skriptorijih  niso bile neobičajne. Druga opomba je trdnejša in pisanje letopisov do leta 864 pripisuje  Rudolfu iz Fulde, čigar rokopis, čeprav ni ohranjen, je omenjen v neodvisnih virih in pustil sledi v izročilih.
Nekateri učenjaki menijo, da je celotno delo prvič sestavil neznan sestavljač  šele v 70. letih 9. stoletja. Domneva se tudi, da je pisanje leta 864 nadaljeval Meinhard, o katerem je zelo malo znanega.  
Že leta 863 sta iz enega nastali dve (Hellman) ali  tri (Kurze) različice letopisov, 
ki se prekrivajo, in pomenijo nadaljevanje Rudolfovega dela do leta 882 (ali 887) in 896 (ali 901). Domnevno glavni nadaljevanji  sta "mainška" in "bavarska" različica letopisov.  Mainška različica  kaže močne povezave s krogom mainškega nadškofa Liutberta. Napisana je s frankovske perspektive in strankarsko vdana Liutbertu in kraljem, ki jim je služil. 
Bavarsko nadaljevanje do leta 896 je bilo pisano verjetno v Regensburgu in zatem v Niederalteichu.

## Vsebina
Dogodki, zabeleženi v Fuldskih letopisih, vključujejo smrt Ludvika Pobožnega in kasnejšo  delitev Frankovskega cesarstva z Verdunsko pogodbo na tri dele. Po letu 860 se letopisi osredotočajo predvsem na dogodke v Vzhodnofrankovskem kraljestvu, njegovega kralja Ludvika Nemškega  in njegove sinove. Podrobno opisujejo tudi invazije Vikingov na Frankovsko cesarstvo po letu 845. Drugi dogodki, zabeleženi v analih, vključujejo različne "čudežne" dogodke, kot so kometi, potresi in bolezni. Letopisi se končajo leta 901, leto dni po prihodu Ludvika Otroka na frankovski prestol.

## Pomen
Fuldski letopisi so skupaj z Sanbertinskimi letopisi in  zahodnofrankovskimi pripovedmi o istih dogodkih  glavni zgodovinski primarni vir za karolinške študije 9. stoletja.

## Sklic
1. ↑  Catholic Encyclopedia: "Rudolf of Fulda."